# Christoph Schösswendter
Christoph Schösswendter, nacido el 15 de julio de 1988, es un exfutbolista austriaco. Jugaba como Central. Actualmente es director deportivo del FC Blau-Weiß Linz.

## Carrera

### Clubes

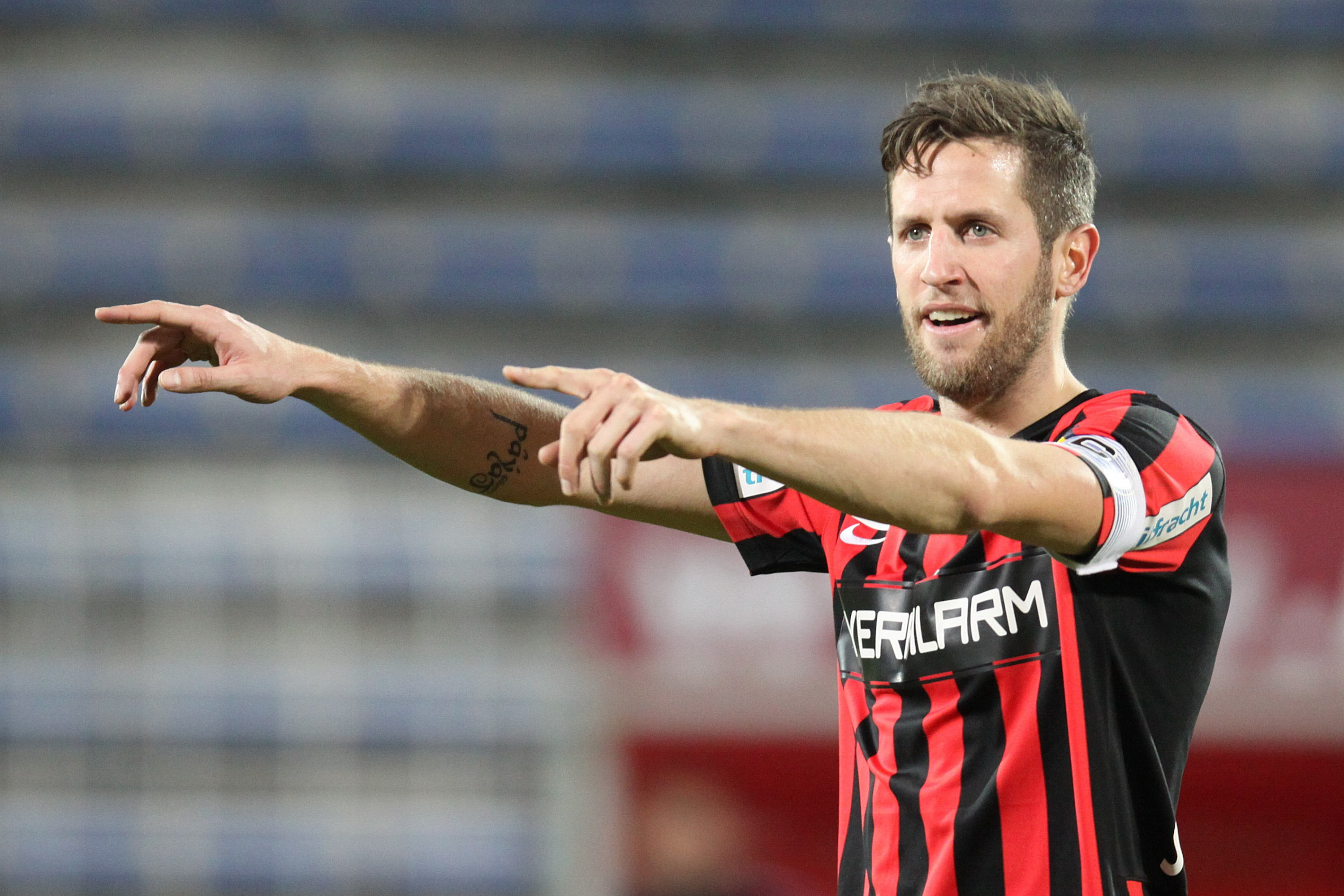
Partido con el Admira Wacker

El jugador austriaco comenzó jugando en el SG Saalfelden.En 2007/08 ficha por el SV Grödig de la Regionalliga West.Esa temporada consigue el título de liga y el correspondiente ascenso de categoría, pero no disfruta de dicho ascenso pues es fichado por el 1. FC Vöcklabruck, con el que ficha firma su primer contrato profesional, de la Regionalliga Mitte.Con su nuevo equipo vuelve a conseguir el título de liga y el ascenso.
La siguiente temporada, con el club en la Primera Liga de Austria, se hace con un puesto en el once inicial y a pesar del descenso del club el SK Rapid Viena se fija en el para que milite en las categorías inferiores, aunque en su primera temporada estuvo regularmente en la UEFA Europa League y la Bundesliga con el primer equipo.
En junio de 2010 es cedido por una temporada al FC Lustenau 07 de la Primera Liga de Austria.
Un año más tarde, pasa a formar parte de las filas del SC Rheindorf Altach después de que el Rapid lo dejara en libertad. 
El 17 de enero de 2013, se anunció que fichaba por el FC Admira Wacker Mödling, conjunto de la Bundesliga de Austria.
Para la temporada 2016/17 regresó al SK Rapid Viena, donde firmó un contrato válido hasta junio de 2019.
En julio de 2017, se trasladó a Alemania para firmar un contrato hasta 2019, con el 1. FC Union Berlin de la 2.Bundesliga.
En enero de 2019 regresó al FC Admira Wacker Mödling. En octubre de 2020 abandona el club para fichar por el Austria Viena.

### Selección nacional
Con la selección austriaca solo ha llegado a jugar un partido amistoso con la selección sub-20.Fue el 12 de octubre de 2008 contra Alemania, en el cual salió desde el banquillo.

## Palmarés
| Título                   | Club (*)          | País    | Año     |
| ------------------------ | ----------------- | ------- | ------- |
| Austrian Regional League | 1. FC Vöcklabruck | Austria | 2007-08 |
| 2. Liga                  | FC Blau-Weiß Linz | Austria | 2022-23 |